# 레니 클락

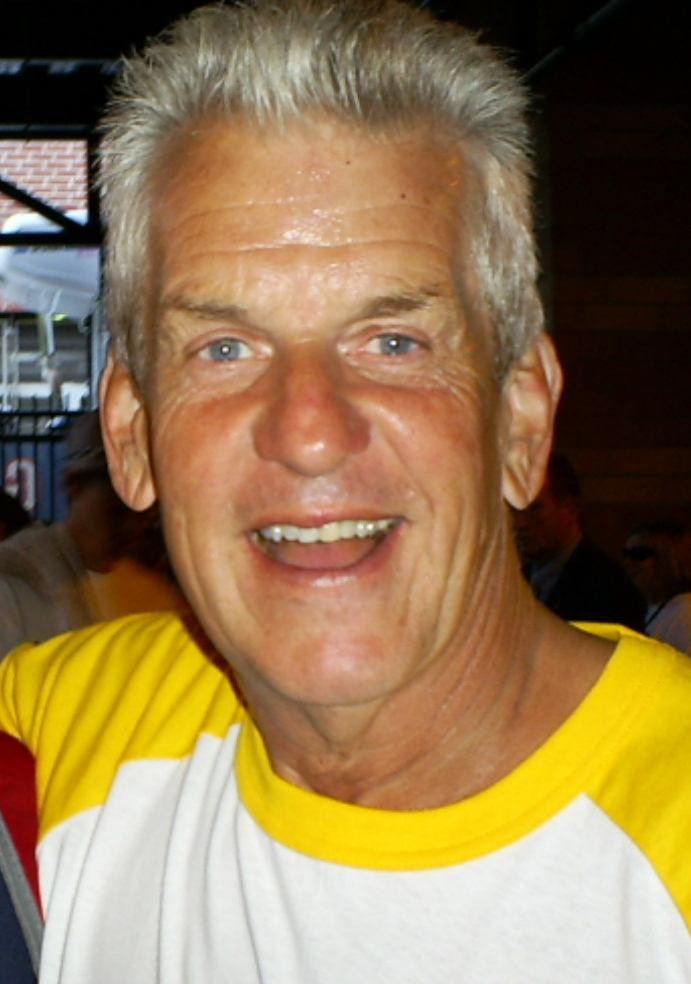

레니 클라크(Lenny Clarke, 1953년 9월 16일 ~ )는 미국의 배우이다.
케임브리지에서 태어났다.

## 출연 작품
- 스트롱거 (2017년) - 밥 삼촌 역
- 범죄도시 (2008년)
- 날 미치게 하는 남자 (2005년) - 엉클 칼 역
- 레모니 스니켓의 위험한 대결 (2004년)
- 문라이트 마일 (2002년)
- 마음대로 훔쳐라 (2001년)
- 미 마이셀프 앤드 아이린 (2000년)
- 밀고자 (1998년) - 스컨크 역
- 라운더스 (1998년) - 사비노 역
- 메리에겐 뭔가 특별한 것이 있다 (1998년)
- 투 이프 바이 씨 (1996년)
- 노딘 고즈 라이트 (1988년)

### 텔레비전
- 지미 키멀 라이브! (2003-21) - 초대손님
- 레스큐 미 (2004)
- 아 유 데어, 첼시? (2012, Are You There, Chelsea?)